# Marija Magdalena (pjesma)
Marija Magdalena je naziv pjesme s kojom je Doris Dragović predstavljala Hrvatsku na izboru za Pjesmu Eurovizije 1999. godine u Izraelu.
Pjesma autorskog para Tončija i Vjekoslave Huljić uvjerljivo je trijumfirala na Dori i s velikim se očekivanjima krenulo put Izraela, pogotovo zato što su sve kladionice, koje su imale ponudu za Eurosong, izdvajale ovu pjesmu kao jednu od glavnih favorita za pobjedu.
Uz efektan scenski nastup i odličnu vokalnu izvedbu, pjesma je osvojila 4. mjesto, dobivši dvanaesticu samo od Španjolaca i Slovenaca. Naknadno je Hrvatskoj oduzeto 33 % od ukupno osvojenih bodova jer su na matrici imali snimljen glas čitavog zbora, a to pravila EBU-a strogo zabranjuju.